# یولا، نیجریه
یولا، نیجریه (به لاتین: Yola, Nigeria) یک شهر در نیجریه است که در ایالت اداماوا واقع شده‌است.

## خصوصیات
یولا ۳۳۶٬۶۴۸ نفر جمعیت دارد و ۵۹۹ متر بالاتر از سطح دریا واقع شده‌است.